# Nuncioides dysmicus
Nuncioides dysmicus is een hooiwagen uit de familie Triaenonychidae.